# Bugula expansa
Bugula expansa är en mossdjursart som beskrevs av Roxanne Irene Hastings 1939. Bugula expansa ingår i släktet Bugula och familjen Bugulidae. Inga underarter finns listade i Catalogue of Life.